# Ryad Assani-Razaki

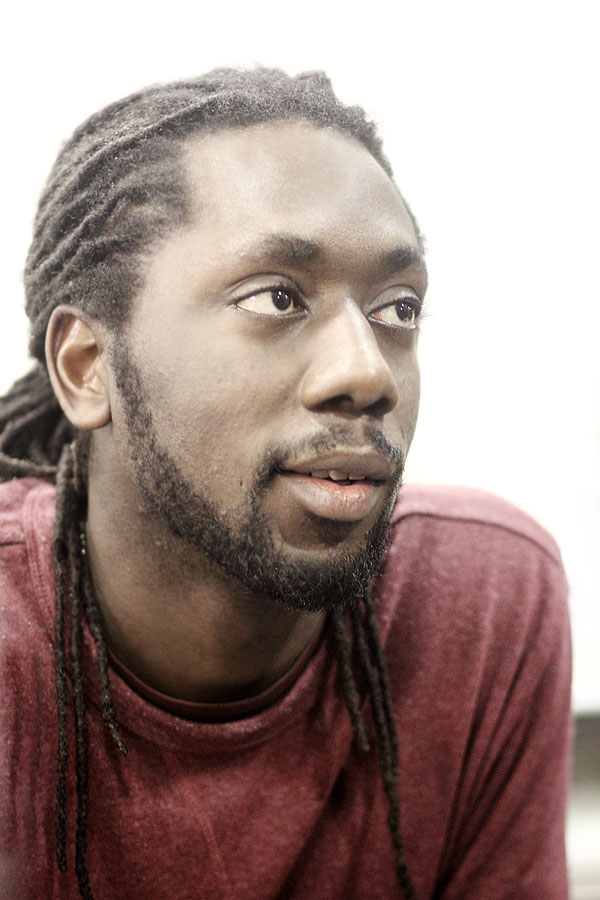
Ryad Assani-Razaki (2014)

Ryad Assani-Razaki (* 4. November 1981 in Cotonou, Benin) ist ein franko-kanadischer Schriftsteller, der als Informatiker in Toronto und Montreal lebt. Als Afrokanadier schreibt Assani-Razaki auf Französisch und ist durch einen Erzählband Deux cercles (2009) und einen Roman La main d'Iman (2011), deutsch Iman, über das Leben afrikanischer Straßenkinder und ihre Sehnsüchte hervorgetreten. 2017 erschien seine Kurzgeschichte Olaosanmi in der Anthologie L'Amour Toujours L'Amour. Junge französische Liebesgeschichten.

## Leben
In der größten Stadt des westafrikanischen Benin als Sohn eines Informatikers und einer mit der Literatur verbundenen Mutter 1981 geboren, kam Assani-Razaki 1999 in die USA und begann ein Studium der Informatik an der University of North Carolina. Er übersiedelte 2004 nach Kanada und erwarb seinen Magister in diesem Fach an der Université de Montréal, Provinz Québec. Zurzeit ist er als Informatiker in Toronto tätig.
Bereits in der frühen Jugend begann er zu schreiben. 2009 veröffentlichte er ein bisher nicht ins Deutsche übersetztes Buch mit Kurzgeschichten Deux cercles (Zwei Kreise) und wurde dafür mit dem Trillium Book Award geehrt. Regelmäßig besucht er seine alte Heimat Benin. Für seinen ersten Roman La main d'Iman (dt. Iman) – er spielt in einem ungenannten afrikanischen Staat – hat er dort über Jahre den Stoff, den er literarisch darstellen wollte, zusammengestellt, indem er mit sonst ungehörten Menschen in ähnlichen Situationen sprach. Für diesen in Kanada 2011, in Frankreich 2013 und in Deutschland, übersetzt von Sonja Finck, 2014 veröffentlichten Roman hatte er 2011 den mit 10.000 kanadischen Dollar dotierten Robert-Cliche-Preis (Le Prix Robert-Cliche) erhalten, eine Auszeichnung, die seit 1979 jeweils für eine anonym vorgelegte frankokanadische literarische Arbeit vergeben wird. Einige der Preisträger sind in Kanada und darüber hinaus bekannt geworden.
Der Schriftsteller nennt als literarische Vorbilder: die afroamerikanische Literaturnobelpreisträgerin Toni Morrison, die französischen Autorinnen Nathalie Sarraute und Annie Ernaux, den auf Trinidad geborenen, in Großbritannien lebenden Literaturnobelpreisträger V. S. Naipaul, dessen Vorfahren aus Indien kamen, und die US-amerikanische Pulitzerträgerin mit indischen Wurzeln Jhumpa Lahiri, Menschen, die über andere Menschen schreiben. Auch Romane der deutschen Schriftstellerin Christa Wolf habe er gelesen.

## Literarisches Werk

### Deux cercles
In den bisher auf Französisch vorliegenden Erzählungen Deux Cercles (Zwei Kreise) schildert Assani-Razaki die fiktiven Schicksale einzelner Menschen, die aus Afrika in den Westen eingewandert sind und sich aus verschiedenen Gründen zurückgesetzt und ausgegrenzt fühlen und tatsächlich solche frustrierenden Erfahrungen machen. Der Autor sieht Gründe dafür auch in der Person des Einwanderers, z. B. mangelnde Sprachkenntnisse, die jede Restaurant-Bestellung zu einem Abenteuer werden lassen; oder einen sozialen Rückzug in die spärlich möblierte Klein-Wohnung, wohl aus seelischen Gründen, weil ein Emigrant, der alles hinter sich gelassen hat, keinen Sinn im Leben mehr sieht, heimatlos wie er sich fühlt mit seinen Erinnerungen. In seiner Buchvorstellung fasst Jean-Luc Doumont den Ansatz Assani-Razakis zusammen; in einer Welt, die mehr und mehr an ein globalisiertes Dorf erinnere, sollten wir uns trotz der Differenzen hinsichtlich unserer Überzeugungen und Vorurteile annähern und Kompromisse schließen. Die zwei Kreise versinnbildlichten für den Schriftsteller einmal die unterschiedlichen sozialen, kulturellen und religiösen Hintergründe von Einheimischen und Immigranten, die sich miteinander verflechten sollten, und die jeweilige zunächst gegensätzliche individuelle Geschichte. Doch welche Schwierigkeiten und Frustrationen entstehen im Alltagsleben für die Einwanderer aus der „Fremde“ und sind Unausgewogenheit und Konfrontation unvermeidlich?

### Iman

#### Handlungsabriss
Die rettende Hand Imans ergreift den kleinen Toumani, sechs Jahre alt, und zieht ihn mühsam aus dem tiefen Loch auf einer Müllfläche, wo hinein ihn sein alkoholisierter Sklavenhalter geworfen und fast unrettbar eingesperrt hat. Seine Eltern hatten ihn vom Land in die Stadt verkauft, für 23 Euro. Toumani überlebt, jedoch einbeinig, denn Ratten hatten an dem halbtoten Kind genagt. Die beiden werden unzertrennliche Freunde.

„[Ich, Toumani,] hörte sein Lachen, das ich nie vergessen würde. Es explodierte in meinen Ohren und holte mich ins Leben zurück.“

Um sie herum eine größere Clique von Gleichaltrigen, Straßenkinder aus den Slums der Großstadt, die sich überwiegend mit Hilfsarbeiten am Leben halten, bisweilen auch jenseits der Legalität. Iman bringt seinem Freund Lesen und Schreiben bei, das Laufen mit einer Krücke, er verschafft ihm einen Rollstuhl und fährt ihn darin.

„Wie kann ich Ihnen begreiflich machen, was ich für ihn empfand? Ich verdanke ihm alles, sogar mein Menschsein. Die Freundschaft machte nur einen Bruchteil unserer Beziehung aus, sie war nichts als die Spitze eines riesigen Eisbergs“

Zwei Generationen zurück: Imans Großmutter, eine Pilgerin nach Mekka, weltabgewandt, ihr Leben dem Gebet gewidmet. Imans Mutter, die sehr jung eine Liaison mit einem älteren Weißen hatte, aus der Iman hervorgegangen ist. Beeindruckt und geködert wurde sie von dem Mann aus dem Westen durch eine Fahrt in seinem Angeber-Auto. Längst ist der Weiße zurück nach Europa zur angetrauten Ehefrau. Die Mutter hadert mit ihrem Schicksal, sie verstößt Iman, als er größer wird, weil sie seinen Willen nicht brechen kann. Erst viele Jahre später, als es um seine Rettung geht, wird sie sich wieder um ihn kümmern:

„Tränen liefen ihr über die Wangen. ‚Mein Sohn ist hinter dieser Tür?‘ – ‚Ja.‘ – Sie klammerte sich an das Geländer... ‚Ich kann nicht... Weißt du, Alissa, manchmal ist es einfach zu spät.‘ – Nach einer Weile stand ich auf und strich mein Kleid glatt. Ich hatte das Gefühl, achtzig Jahre alt zu sein. Aber hatte ich mir nicht ebenfalls den Schmerz mehrerer Generationen auf die Schultern geladen?“

Iman und Toumani, die beiden männlichen Helden des Romans, bewältigen gemeinsam die Jahre des Heranwachsens, auf der Straße und im Slum. Sie bilden, bei aller Liebe, zugleich ein Gegensatzpaar: Iman träumt unruhig von Europa, um dem hiesigen Elend zu entkommen; Toumani ist klar, dass er seine Zukunft im Rahmen dieses Landes finden muss, zwischen den Menschen, so wie sie sind.
In der zweiten Romanhälfte gibt es Zuspitzungen: die beiden streiten sich um die dritte Protagonistin des Romans, die gleichaltrige Alissa, die in einer Nähwerkstatt lernen darf, deren Ausbeutung durch die Besitzerin gleichzeitig plastisch geschildert wird. Auch sie wurde einst von ihren Eltern in die Stadt verkauft und traf schon damals Toumani bei derselben „Vermittlerin“. Sie konnte mit den Problemen anders umgehen. Ihre Freiheit ist vor allem eine innere, in ihrem Bewusstsein vorhandene.
Zugleich gibt es für die Jungen Ärger mit Polizei und Militär, da die ganze Bande immer mehr ins Kriminelle abrutscht und die Gewaltverhältnisse in der Clique die beiden in die Auseinandersetzungen hineinziehen. Gewalt ist jetzt das beherrschende Thema. Zum Schluss kann Iman das Schiff nach Europa besteigen, das Ende bleibt offen, denn es gibt für die drei Protagonisten „kein Scheitern und keinen Erfolg“, sie stehen an einem „Scheideweg“, betont der Autor, „Türen bleiben offen“.

#### Erzählperspektive und Erzählweise
Der Roman ist wie ein Puzzle angelegt, immer andere Erzählstimmen kommen zu Wort. Die Erzählperspektive wechselt in jedem Kapitel. Vier der fünf Romanfiguren treten als Ich-Erzähler auf, nur der titelgebende Protagonist Iman nicht, dessen Bild auf den unterschiedlichen Schilderungen der anderen beruht. Die Zeichnung der Charaktere ist präzise, psychologisch einleuchtend. Die elenden Verhältnisse Afrikas, der Autor nennt das Buch auch einen Roman Afrikas, kommen zur Sprache, insbesondere die Gewalt der zwischenmenschlichen Verhältnisse als Spiegel der gesellschaftlichen wird deutlich. In Äußerungen zu seinem Buch hebt Assani-Razaki hervor, dass er darin auch ein tragisches Schicksal, das „Drama“ dieses Kontinents sieht, das sich über Generationen fortsetzt. Der einzelne kann sich nur schwer davon befreien, und die Flucht in reiche Länder ist mit unklarem Erfolg behaftet.

„Man sagt, der Mensch habe sein Schicksal in der Hand, aber das ist eine Lüge. Meist ist das Schicksal bloß die Spitze eines Speers, den jemand mehrere Generationen zuvor abgeworfen hat.“

Innerer Reichtum der Protagonisten steht gegen ihre äußere Armut, Liebe gegen Räuberei und brutale Gewalt, Kraft und Hoffnung gegen tiefe Verzweiflung, und solche Zustände gibt es stets bei derselben Person. Assani-Razaki malt in sehr genauer, gut verständlicher Art und Weise die Gründe und die Gefühle aus, welche Afrikanerinnen (hier: die Mutter, als Wunsch hinter ihrer Affäre) und Afrikaner (hier: ihren Sohn) dazu bringen, ein wackeliges Boot nach Europa zu besteigen und ihr Leben für ein ungewisses Schicksal zu riskieren.
Im August 2011 hat sich die Journalistin Josée Lapointe in La Presse (Kanada) ausführlich auf der Grundlage von Assani-Razakis Schilderungen zu Iman geäußert. Seit er in Amerika lebt, sei er besuchsweise öfter nach Benin zurückgekehrt und habe dort solche Geschichten gehört, von denen einige in das Buch eingegangen sind. Der Autor sprach mit vielen Menschen in den Bidonvilles großer Städte. Er konnte das Vertrauen dieser Menschen erwerben, auf deren Worte sonst niemand hört, und ihren Erfahrungen im Buch eine Stimme geben. Assani-Razaki betont laut Josée Lapointe, dass er den Jungen Iman bewusst als eine „leere Hülse“ gezeichnet hat, über den wir fast alles nur durch die Spiegelung im Denken seiner Mitmenschen erfahren, also durch deren Anschauung gefiltert. Jedes Kapitel bringt auf diese Weise eine andere Perspektive auf Iman; jedoch soll es nicht gelingen, zum Kern der Persönlichkeit Imans vorzudringen, sage der Autor.

„Iman ist leer. Alle schöpfen aus ihm, jeder benutzt ihn zu seinen eigenen Zwecken“

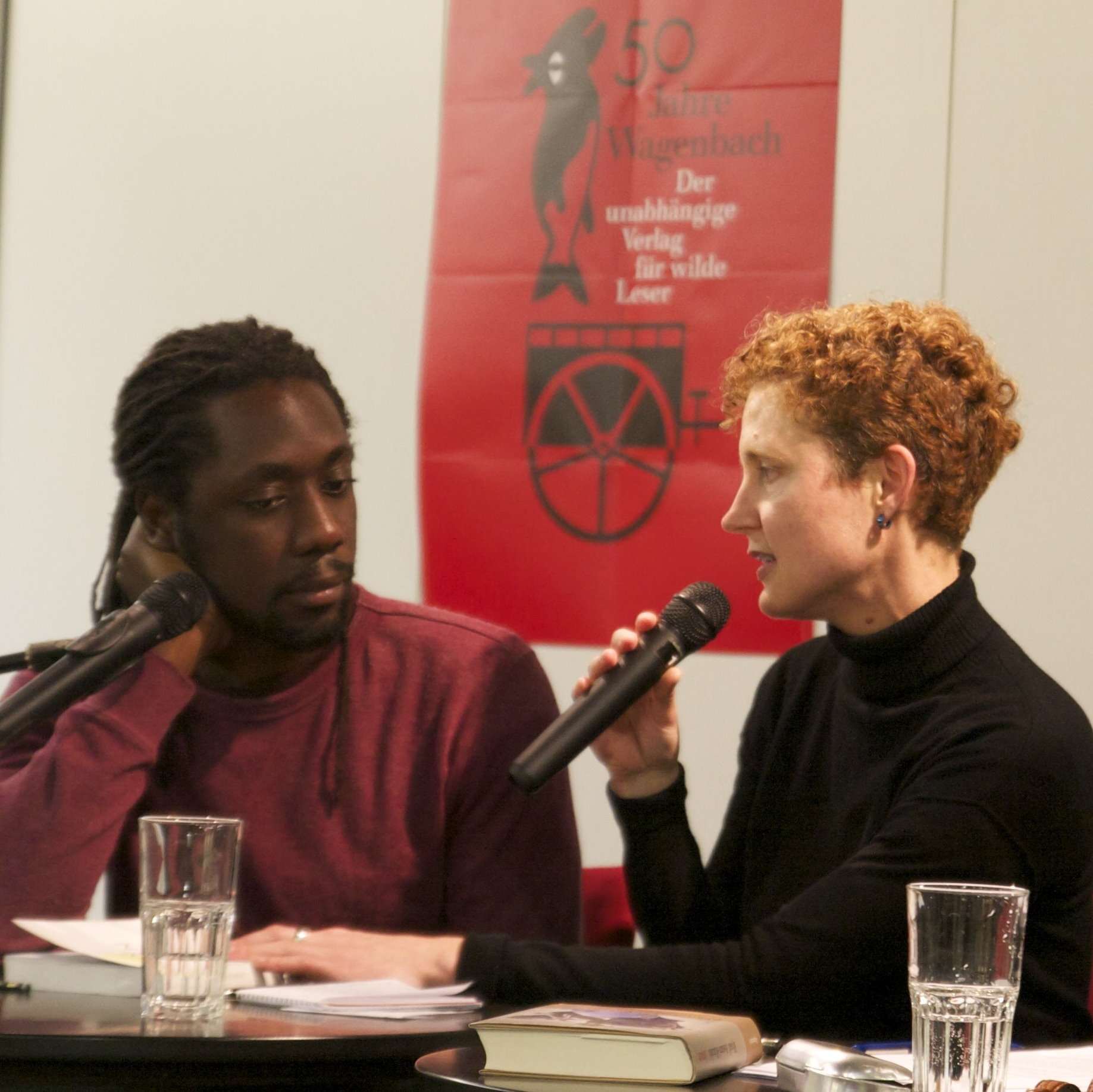
Der Autor und seine Übersetzerin Sonja Finck 2014

Der Autor vermeidet sprachlich lokale Bezüge, um keine Distanz zum Leser aufzubauen und die Identifizierung mit seinen Figuren zu erleichtern. Deshalb habe jede Person ihre eigene Stimme, die zu ihr passt. Sein Thema, so Assani-Razaki, sind universelle menschliche Probleme, die er realistisch, nicht exotisch darstelle; er wolle keine Klischees bedienen; die Mystifizierung der Herkunft eines Menschen lehne er ab. Dementsprechend gab es keine Übersetzungsprobleme, was die Sprachebene anbelangt.

#### Thematische Schwerpunkte des Romans

##### Weiß-Sein
Iman trifft die junge Weiße Anna, einen Feriengast. Sie setzt ihm den Floh ins Ohr, dem Elend nach Europa zu entfliehen. Aber hat ein Straßenkind in Afrika das Menschenrecht auf Glück? Die meisten Leute im Buch sehen das skeptisch, und sie warnen Iman vor allem vor einer weißen Frau, die in ihm trügerische Hoffnungen auf ein gemeinsames Leben in Europa weckt. Iman sagt:

„Die Welt gehört uns allen, Toumani,“

aber Toumani denkt:

„Ich hätte ihn gerne ausgelacht, aber ich war dafür viel zu traurig... Mir ging auf, wie viel Macht die Weißen über uns haben. Sie entscheiden, was uns antreibt und was uns bewegt. Heute wie zur Zeit der Sklaverei beruht ihre Stärke darauf, dass sie alles kaufen können. Einen Menschen beherrscht man am besten, indem man das kontrolliert, was ihn glücklich macht. Die Weißen beherrschen uns, indem sie uns unsere eigenen Träume verkaufen.“

##### Schwarz-Sein
Durch die Auswanderung, die Iman erstrebt, lehnt er sich auf gegen das elende Schicksal der Straßenkinder im eigenen Land, eine individuelle Flucht nach Europa. Das findet Toumani einen Irrtum. Iman sieht unter den Schwarzen keine Kraft zur Verbesserung. Assani-Razaki lässt Iman in ironischer Weise sagen:

„Sieh hin! Dann siehst du das Elend. Oder vielleicht siehst du es auch nicht, weil es in uns drin steckt. Wir können das Elend nicht besiegen. Es liegt uns im Blut, es lässt unsere Herzen schlagen. Wir spüren es nicht einmal mehr, weil es unter unserer Haut sitzt. Unsere schwarze Haut ist dieses Elend. Und warum? Weil wir es nicht anders wollen, Toumani!“

Toumani sieht seine offene Zukunft in Afrika:

„Iman stellte mir viele Fragen: Wo kam ich her? Seit wann war ich in der Stadt? Auch wenn ich die Antworten nicht wußte, führten mir seine Fragen vor Augen, dass ich von irgendwoher stammte und dass ich ein Mensch war. Im Grunde machte mich erst Iman zum Menschen“

In einem Interview mit dem „Münchner Feuilleton“ antwortete Assani-Razaki auf Fragen zu seiner Hoffnung für Afrika:

„Ich sehe Anzeichen dafür, dass die Menschen auf allen Ebenen der Gesellschaft eine Veränderung wünschen. Ob sie die Kraft besitzen, sie zustande zu bringen, wird sich zeigen. Es bedarf eines besonderen Typs von Führerschaft, um die wirtschaftliche und politische Unabhängigkeit zu gewinnen, die notwendig ist, damit sich die Lebensgrundlagen der Menschen verbessern... Alles beginnt mit der geistigen Einstellung, dem Willen zur Veränderung und dem Glauben, dass es möglich ist... Mir scheint, dass das neue Ziel jener Afrikaner, die sich (sc. im Westen) niederlassen, wie auch jener, die nach Afrika zurückkehren, darin besteht, den Afrikanern Perspektiven zu eröffnen, damit sie nicht mehr die Notwendigkeit empfinden, nach Europa zu gehen. Das bedeutet, Afrika als einen wirtschaftlichen Partner zu betrachten und nicht als einen für immer verschuldeten Bettler. Gelingen kann dies durch die neuen Kommunikationsmittel und das steigende Bewusstsein für eine Welt, die größer ist als die Achse Europa-Afrika.“

##### Straßenkinder und Kinderarbeit
Vergleicht man den Roman mit anderen, thematisch ähnlichen Büchern, so fällt auf, dass der Autor seine Figuren völlig eigenständig und zweckfrei agieren lässt. Während die Bücher über Straßenkinder in armen Ländern, die in Deutschland zahlreich erschienen sind, fast immer eine pädagogische oder politische Absicht haben, also Verständnis oder gesellschaftliche Aktivität bei uns erzeugen wollen, und bisweilen das karitative Ziel erkennen lassen, den Leser an Hilfsprojekten zu beteiligen, so fehlt diese Absicht bei Assani-Razaki. Die Welt der Weißen ist ein Verhängnis – der weiße Vater Imans macht sich davon –, oder sie ist wenig begründete Hoffnung eines Flüchtlings. Niemand weiß, was Iman in Europa erleben wird, wenn er denn dort überhaupt ankommt.
Einmal wird das Thema der Flüchtlinge im Roman von einem Mann angesprochen, der nach Afrika zurückgekehrt ist und sein Exil in der Welt der Weißen negativ sieht:

„Obwohl ein alter Heimkehrer aus Europa den Jungen in Benin erzählt: Es gab eine Zeit, in der ich nicht mehr wusste, was es heißt, ein Mensch zu sein.“

Da der Autor das Leben, die Wohnverhältnisse und die Tätigkeiten der Kinder bzw. Jugendlichen genau und anschaulich schildert, ergänzt der Roman auf literarische Weise die Bücher über Straßenkinder und Kinderarbeit.

„(Hier) interessiert die Spanne, die für das Straßenkind in der afrikanischen Stadt zwischen Überleben und Leben liegt. Welche – auch inneren – Möglichkeiten hat Toumani, nicht nur zu überleben, sondern Leben zu gestalten?“

Der Autor geht auf die Härte seiner Schilderungen ein. Toumani erlebte äußerste, lebensbedrohende Gewalt; und das wollte er nicht beschönigen. In vielen Ländern der Welt gibt es auch heute Kindersklaven:

„Wenn du ihnen dein Ohr leihst, erzählen die Leute genau solche harten Sachen. Mein Buch ist da noch gemäßigt. Ich will auch kein Mitleid wecken. Ich rede über die Dinge, so wie sie wirklich sind. Nichts ist übertrieben, nicht das Leben in der Bidonville, nicht das Verhältnis zwischen der Hausherrin und ihren Angestellten, noch die Gewalt innerhalb der Gangs.“

Das Thema „Kinderarbeit“ führte auf vielen Veranstaltungen der deutschsprachigen Lesereise zu Nachfragen. In Hamburg sagte Assani-Razaki dazu:

„Mit Hilfe eines Systems der gegenseitigen Hilfe und Solidarität entfliehen Kinder aus dem Land (sc. fernab der Städte) der hohen Kindersterblichkeit und bekommen in der Stadt eine Chance auf Ausbildung. Sie arbeiten im Haushalt, bekommen im Gegenzug Unterkunft und Verpflegung. Im Ausland werden (sc. jedoch nur) die Fälle von Missbrauch und Gewalt bekannt.“

Assani-Razaki geht es auch um die Wege und die Gedanken, die noch im Heimatland zur Auswanderung führen. Was lässt Menschen auf einen solchen Wunsch kommen? Was sind die Wurzeln der Sehnsucht? Im Westen sehen wir meistens das Ende dieser Reisen: die Bootsflüchtlinge, die Lager für Ankommende. Aber was ist vorher passiert? Das verstehen wir nicht. Auch Iman will nicht glauben, dass er einem Gespenst folgt. Denn hinter dem Traum ist das Nichts: eine Wirklichkeit, die kein Mensch akzeptieren kann. Das Ganze ist eine Sache des Denkens, der Kultur. Und trotz allem setzt sich die Geschichte der afrikanischen Emigration immer weiter fort, von einer Generation zur anderen. Schließlich ging es darum, glaubwürdige Einzelpersonen darzustellen, keine Archetypen:

„Toumani zum Beispiel ist kein schlechter Mensch. Er ist das Ergebnis all dessen, was andere Menschen ihm angetan haben“

Solche Kinder, denen das Leben übel mitspielt, will Assani-Razaki lebensecht darstellen, mit allem ihrem Herzklopfen vor Angst, aber auch ihrer Kraft. Sie betrachtet er als den Kern des Buches Iman.

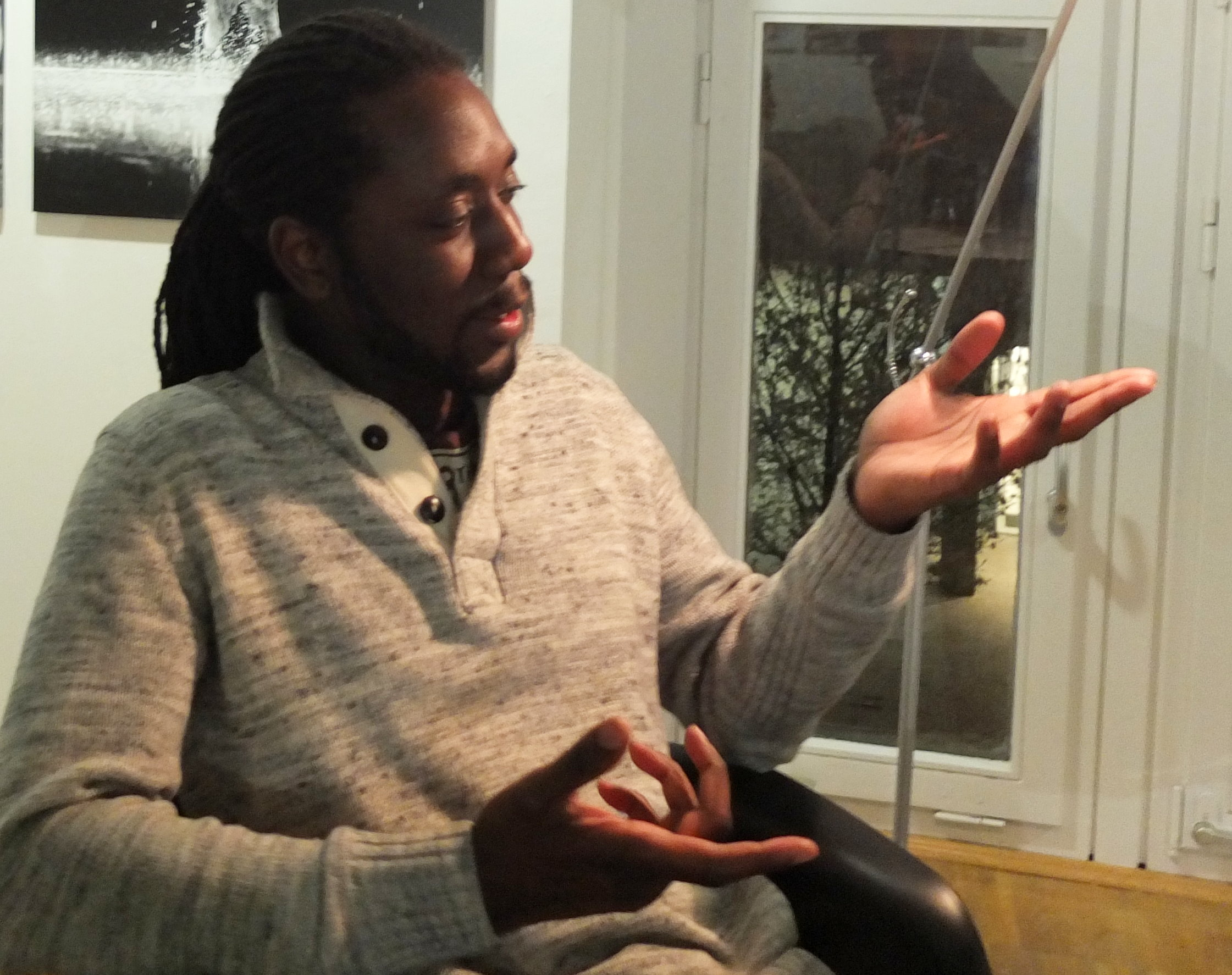
Ryad Assani-Razaki am 13. März 2014 in Freiburg

Während seiner Lesereise im März 2014, welche elf Stationen umfasste, darunter Zürich, Berlin, Freiburg, München, Hamburg, Düsseldorf, die Leipziger Buchmesse und die Lit.Cologne, unterstrich Assani-Razaki, er habe in seinem Roman, durchaus auch Glücksmomente im Leben der drei Protagonisten dargestellt: z. B. das Kennenlernen von Toumani und Alissa als junge Kinder. Ebenso bedeute der Verkauf von Kindern, die traditionell in ihren eigenen Familien mitarbeiteten, nicht immer Kindersklaverei, vielmehr könnten solche Kinder im Idealfall einen Beruf erlernen im Tausch gegen häusliche Dienstleistungen.

#### Titel, Kapitelüberschriften, Schutzumschlag
- Der französische Titel La main d'Iman (wörtliche Übersetzung: Die Hand Imans) symbolisiert die helfende Hand, die Iman Toumani reicht. „Iman“ ist ein Anagramm von „main“ (Hand).
- „Iman“ (arabisch) heißt Glaube, hier an eine bessere Zukunft.
- Graphisch auch im deutschen Inhaltsverzeichnis dargestellt, bilden die Anfangsbuchstaben der Kapitel untereinander gereiht das Wort „Immigration“.
- Der Umschlag zur deutschen Ausgabe von Julie August betont das Thema der Hände, die im Originaltitel vorkommen, durch drei hochgereckte Hände zweier afrikanischer Jugendlicher.[12]

#### Rezeption im deutschsprachigen Raum
Der Roman Iman wurde von der deutschsprachigen Literaturkritik stark beachtet, führende Zeitungen und Sender rezensierten ihn im Kulturteil.
Im Wiener Kurier empfiehlt Peter Pisa den Roman Iman als „Schrei aus Afrika“, der verrate, warum Menschen trotz Warnung nach Europa flüchteten. „Wie viel muss man sehen, hören, lesen, damit es unmöglich ist, Mauern zu bauen (in Afrika, auf dem Meer, in den Köpfen)?“ Der Autor vereinfache die komplizierten „Gefühlskämpfe“ aus verschiedenen Perspektiven nicht.
Thomas Andre nimmt in seiner Buchbesprechung: Geschichte einer Flucht aus Afrika auf Spiegel online ebenfalls Bezug auf das aktuelle Flüchtlingsproblem an den EU-Grenzen und bezeichnet Iman als eine „Symbolfigur unserer Gegenwart“ für die zahlreichen Menschen, die die oft mit dem Leben bezahlte Flucht über das Meer nach Europa hoffnungsvoll auf sich nehmen, dort aber keine gute Zukunft zu erwarten haben. Der Autor erzähle individuelle Geschichten vor „Lampedusa“ in seinem „moralischen“ Roman über Afrika, aber auch über Europa. Im letzten Teil sei der allegorische Text zu dramatisch und pathetisch geschrieben, insgesamt zu konventionell.
Die Jugend des Auswanderes betitelt Carola Ebeling in der TAZ ihre Rezension. Assani-Razaki schildere die individuellen inneren und äußeren Erfahrungen seiner fünf Figuren aus vier Perspektiven über eine jahrzehntelange Zeitspanne bis kurz nach der Jahrtausendwende. Nur Iman erhalte keine eigene Stimme, sondern werde von den anderen „von außen“ beschrieben. Implizit ohne Analyse zeigten sich Spuren des Europäischen Kolonialismus und der politischen und sozioökonomischen Verhältnisse danach, die sich in die „Selbstbilder eingeschrieben“ hätten. Der Autor verwendet, so Eberling, in seinem Roman eine klare, knappe Sprache, ohne viele Zwischentöne. Einen „großen Reiz“ der „lebendig“ erscheinenden Figurenzeichnung, die nur am Ende durch immer neue Wendungen unübersichtlich wird, macht für Eberling die „Bildhaftigkeit“ der miteinander verbundenen, aber durch Vielstimmigkeit gebrochenen Beschreibungen von Gefühlen und Wahrnehmungen, von Liebe und Verrat aus.
In der Neuen Zürcher Zeitung hebt Bernadette Conrad die psychologisch genau gezeichneten Charaktere in ihrer Widersprüchlichkeit hervor:

„(Der Autor hat) "seine Figuren so glaubhaft gestaltet, dass man zu verstehen meint, warum sie nun fast zerstören, was sie doch am meisten lieben. (Sie haben) kein Instrumentarium, um mit Zuneigung umzugehen und Freundschaft zu erhalten... Vor allem diese psychische und emotionale Dimension ist es, für die sich der Autor in seinem packenden, souverän erzählten Debütroman interessiert. … Er schickt seine Figuren ins Offene.“

Sophie Sumburane betont im LitMag, der Literatursparte von CULTurMAG Hamburg, die Offenheit des Romans, der durchaus keine abschließende Lösung bietet und den Leser zum Nachdenken bringt:

„Der Leser wird entlassen, allein mit den losen Fäden der Lebensgeschichten. ‚Iman‘ ist ein wundervolles Buch, das so viele afrikanische Probleme aufgreift, wie kaum ein anderes. Nicht alle Probleme sind hausgemacht; aber über allem, was die Figuren tun, schwebt der Geist der ehemaligen Kolonialzeit und die Frage: wie wäre das Leben verlaufen, wenn, ja wenn man nur in einem anderen Land geboren worden wäre?“

Textausschnitte, Informationen über Autor und Werk und eine positive Beurteilung verbindet Hendrik Heinze im Bayerischen Rundfunk. Den „starke(n), gut zu lesende(n) Roman“ habe der Autor „in schnörkelloser Sprache“ mit „reicher Handlung“ und „geschickten Perspektivwechseln“ geschrieben. Obwohl seine Protagonisten versuchen ihr Leben selbst zu bestimmen, zeige Assani-Razaki die „brutale Auswegslosigkeit“, unabhängig davon, wie sehr sie sich anstrengen, ihr Leben zu verändern. Die Trostlosigkeit bietet wenige Chancen auf „eigenes noch so kleines Stück vom Glück“.
Katharina Göbler sieht, in Die Zeit, im Roman „Iman“ vor allem die literarische Darstellung einer alles durchdringenden und überformenden Gewalt in Afrika:

„Das, was in Postkolonialismus-Debatten theoretisch … behandelt wird: Selbstbestimmung, Emanzipation, Tradition, wird in diesem Buch auf alltägliche und oft grausame Weise sicht- und hörbar. Die Seufzer und Wutausbrüche, Liebeserklärungen und Angstschreie fließen in einen Chor wenig harmonischer Stimmen zusammen, aus dem Schicksale herauszuhören sind, aber keine Melodie; und schon gar keine politisch korrekte Botschaft. … Eine Geschichte der Wut, der Ohnmacht, eine Geschichte über viele.“

In der Kultursendung Aspekte des ZDF wurden Autor, Herkunftsland und Buch kurz vorgestellt. Der Autor stelle durch seine drei Generationen angehörenden Figuren die Fragen nach der „Macht der Hautfarbe“, dem Glauben, der Gewalt und der „Finsternis menschlicher Herzen“. Bis ans Ende fiebere der Leser mit, ob Iman einen Ausweg finden wird.

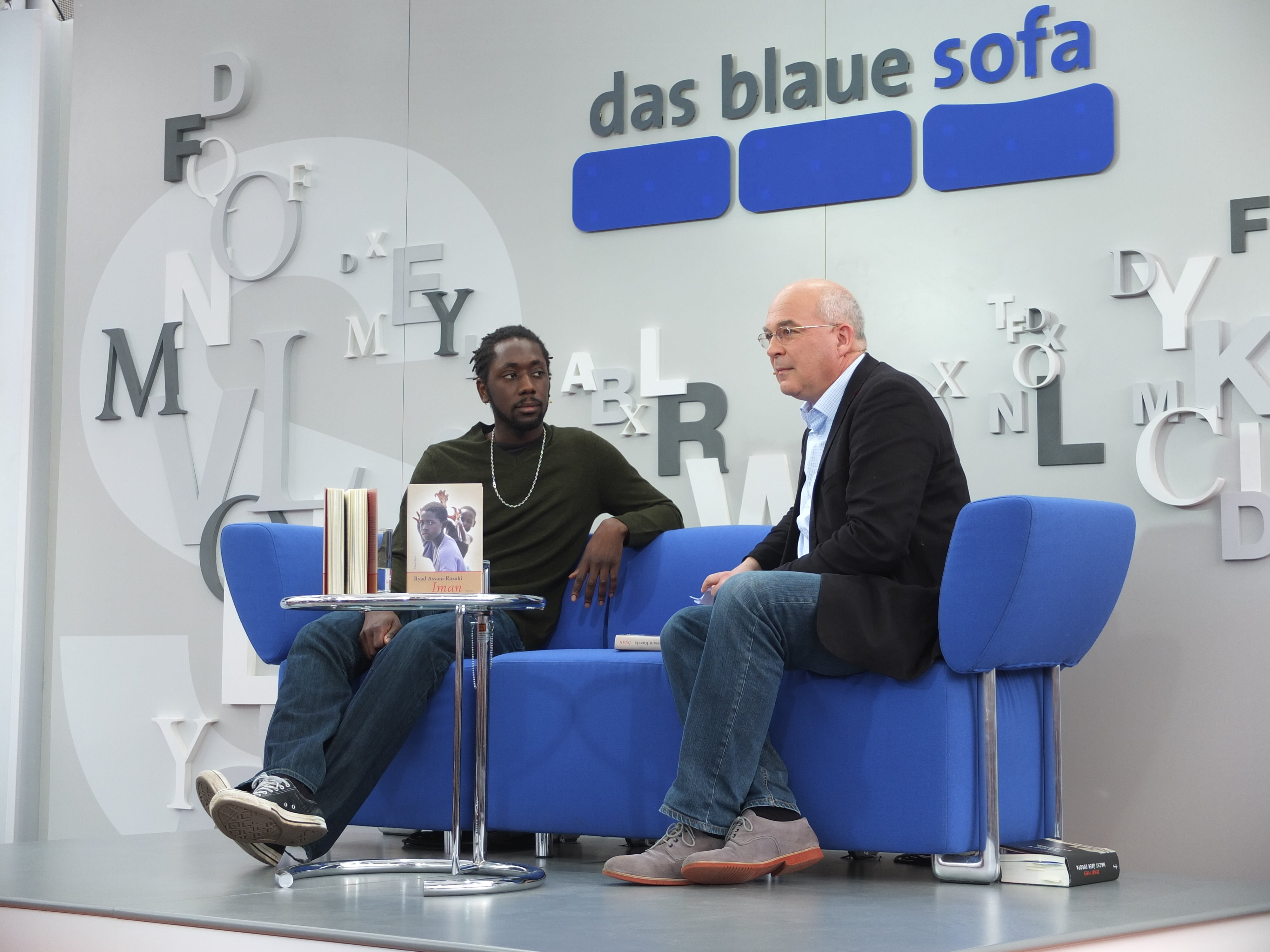
Ryad Assani-Razaki mit Christhard Läpple, Leipziger Buchmesse 2014

Während der Leipziger Buchmesse 2014, auf der ebenfalls eine Lesung aus Iman auf dem Programm stand, interviewte Christhard Läpple Ryad Assani-Razaki ausführlich im Format Das Blaue Sofa (Club Bertelsmann, Deutschlandradio Kultur und ZDF) und sprach eine Buchempfehlung aus. Auf die Frage, ob er weiter als Informatiker arbeiten wolle, wenn er ein erfolgreicher Schriftsteller geworden sei, antwortete Assani-Razaki, es sei ihm wichtig im realen Alltagsleben zu bestehen und gleichzeitig Geschichten über die Lebenswirklichkeit von Menschen zu sammeln und fiktional umzusetzen. Iman sei ein Buch über Menschen, die sich nach Freiheit sehnen. Mehrmals betont er die Komplexität der Situation in Benin. So seien arme Eltern, die ein Kind in die Stadt gegen Geld abgeben, nicht in jedem Fall grausam, sondern erhofften sich teilweise eine handwerkliche Ausbildung für ihre Kinder, und nicht jedes Kind, das Dienstleistungen gegen Geld erbringe, sei von Kindersklaverei betroffen. „Träume sind ein Luxus, wenn es nur ums Überleben geht.“ In dieser extremen existenziellen Lage gibt es, so Assani-Razaki, nur zwei Möglichkeiten: „Entweder ich bin tot oder glücklich.“ In Teilen Afrikas herrsche das Vorurteil, dass die einzige Chance zum Überleben, zur Erlangung von Würde und Freiheit in Europa liege. Doch Europa sei nicht das Land der Träume, sondern „ein normaler Ort“, kein Paradies. Die Flüchtlinge mit „fremden schwarzen Gesichtern“ sind Menschen, kein „Müll“ ohne individuelle Geschichten. Er wolle einzelne schwarze Gesichter zeigen, ihren gesamten Kosmos.
Simon Grimm hebt im „Logbuch“ des Kreuzer-Magazins Leipzig, der Sonderausgabe zur Buchmesse, den politisch-historischen Bezug des Buchs hervor:

„Stark ist der souveräne Umgang Assani-Razakis mit dem Aufeinandertreffen von Schwarzen und Weißen in einem postkolonialen Zusammenhang. Die differenzierten Perspektiven der schwarzen Protagonisten erscheinen allesamt nachvollziehbar, die pauschale Ablehnung der (ehemaligen) Unterdrücker ebenso wie das Streben (sc. Imans), einen ‚weißen‘ Lebensentwurf zu dem eigenen zu machen und sein Glück in Europa zu suchen“

Grimm kritisiert: so, wie das Umschlagen der Emotionen in Gewalt zwischen den Drei gegen Ende des Romans und die zeitweise Mitwirkung der beiden Jungen in brutalen Gangs dargestellt sind, wirke das auf ihn stellenweise unbeholfen und sei zu spät eingeführt. Das sei schade, da diese Entwicklungen eine tragende Säule des Schluss-Dramas sind.
Auf Radioeins Berlin hielt Gesa Ufer fest, das Buch sei sprachlich trotz der Gewaltszenen gut lesbar. Die Kinder blieben erstaunlich lange „moralisch unversehrt“. Der Filmemacher Detlev Buck unterstreicht in derselben Sendung, besonders habe ihn beeindruckt, dass die drei Hauptfiguren auf ihre je unterschiedliche Weise Kraft zeigten sowie Glaube und Hoffnung auf Veränderung ausdrückten.
Der Tübinger Romanist Niklas Bender thematisiert in der FAZ die Generationen umfassende Gewalt in Afrika, beschrieben in „hautnaher Authentizität“. Von den Unabhängigkeitskämpfen der 1960er Jahre über die Terrorregime der Zwischenzeit bis heute sehen wir eine „Ahnenreihe von Unglück und Kälte“. Die anfangs erlittene Gewalt nistet sich in Toumanis Körper ein und bricht am Ende des Buchs immer stärker hervor. Bande der Freundschaft und der Liebe, aber auch des Hasses verbinden die drei Hauptfiguren, allein Alissa vermag dem Elend längerfristig eine Portion Glück abzugewinnen. In Toumanis destruktivem Verhalten zeigen sich selbstzerstörerische Elemente, die Gewalt ist tief und dauerhaft in seiner Person gegründet, ja, sie wird zu einem „Teil der Glückssuche“.

„(Der Roman ermuntert dazu,) den kämpfenden und leidenden Figuren allgemeine Bedeutung abzugewinnen. So mysteriös Iman, Toumani und Alissa sich und dem Leser mitunter erscheinen, so universell ist ihr Schicksal. Die Spannung zwischen Rätsel und Erkenntnis: das ist begeisternde Literatur!“

Die Illustrierte Stern hebt die Fluchtmotivation hervor:

„"Iman" erzählt, was Flüchtlinge nach Europa treibt. Ein ergreifender, trauriger, spannender Roman. Und nach der Tragödie von Lampedusa immer wieder aktuell.“

Die Rezensentin Jutta Person, selbst eine Autorin, lobt in der Süddeutschen Zeitung die „schnörkelose“ Übersetzung ins Deutsche durch Sonja Finck, die den Gefahren des Kitsches trotze. Der Autor zeige in seinem „atemberaubenden Debütroman“ in lakonischer, aber komplexer Sprache die Realität einer von Armut, Patriarchat und Religion geprägten Gesellschaft, in der die Frau vor allem als Trösterin des Mannes und als Mutter seiner Kinder gesehen werde. Doch „man (hätte) viel verloren, läse man diesen Roman nur als Dokument einer sozialen Realität, die in weitmöglicher Ferne vom satten Europa liegt.“ Die „eurozentristische Beurteilungs-, Bemitleidungs- und Empörungsmaschine“ bediene der Autor nicht.
In der Rubrik Das politische Buch, in der Zeitung des Bundestages, Das Parlament,
vom 7. Juli 2014 erschien eine Empfehlung des Romans von Johanna Metz. „Iman erzählt, was Menschen dazu bewegen kann, übers Meer nach Europa zu fliehen.“ Metz betont, wie die Überschrift auch sagt, den Aspekt der Emigration aus Afrika.

## Ehrungen
- 2009: Trillium Book Award für Deux cercles
- 2011: Iman erhielt den Prix Robert-Cliche für den besten Debüt-Roman des frankophonen Kanada
- 2012: Iman auf der Shortlist Canada Council for the Arts announces the 2012 Governor General's Literary Award Finalists, Archiv bei Bibliothèque et Archives Canada, wahlweise auch in Franz.

## Ähnliche Thematik
- Fatou Diome: Der Bauch des Ozeans. Diogenes, Zürich 2004 u. ö, ISBN 3-257-06445-4 (Emigration eines Jungen aus Afrika)